# Wayne County (Mississippi)
 For alternative betydninger, se Wayne County. (Se også artikler, som begynder med Wayne County)
Wayne County er et county i den amerikanske delstat Mississippi.
Wayne County havde i 2000 en befolkning på 21.216. Administrativt centrum i Wayne County er byen Waynesboro.
Wayne County er opkaldt efter general Anthony Wayne.
31°38′N 88°42′V / 31.64°N 88.7°V